# Sruni (Jenggawah)
Sruni is een bestuurslaag in het regentschap Jember van de provincie Oost-Java, Indonesië. Sruni telt 8151 inwoners (volkstelling 2010).